# Mauritiuskloster (Magdeburg)

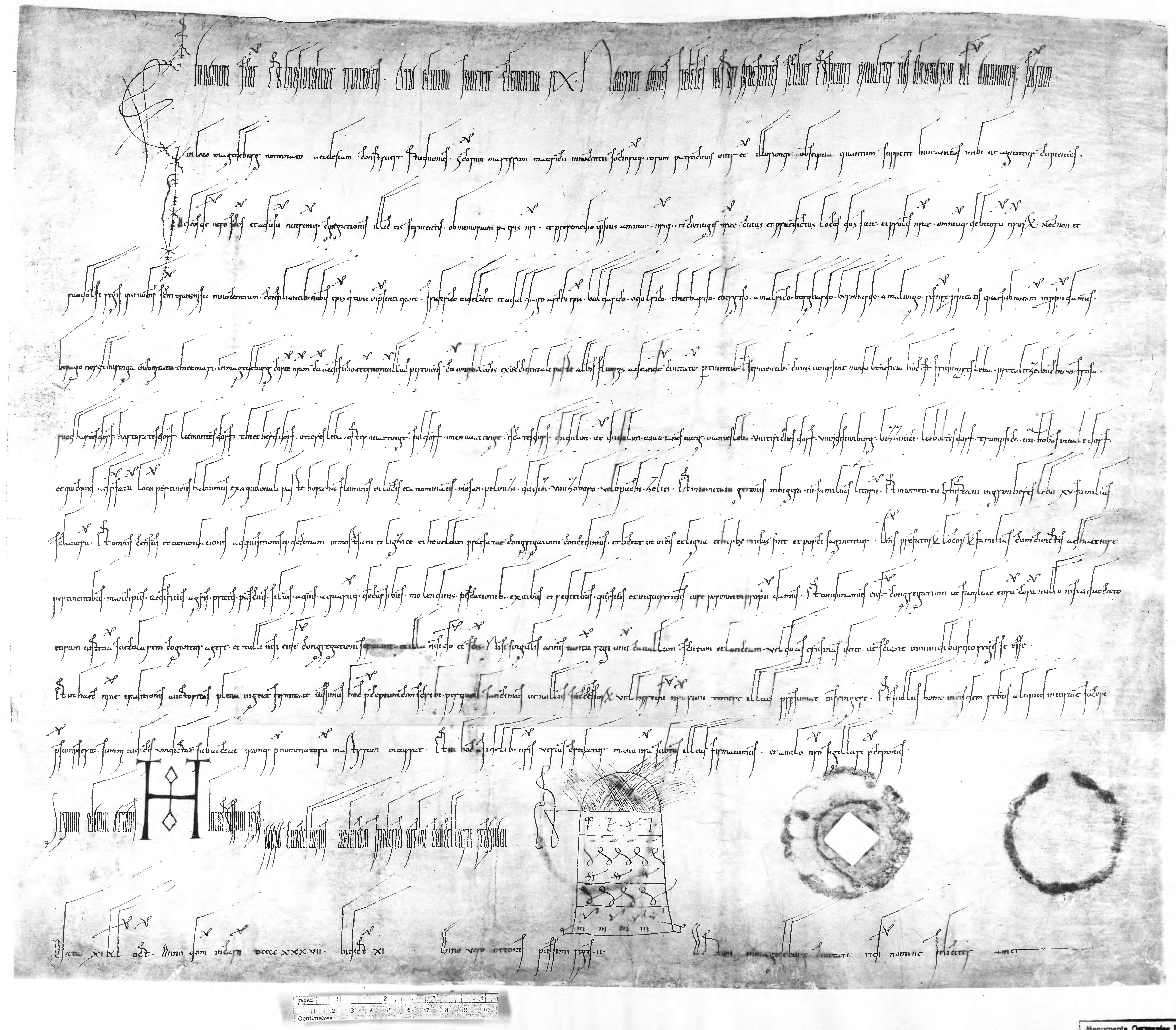
Urkunde Ottos I. vom 21. September 937 zur Gründung und Dotierung des Mauritiusklosters.

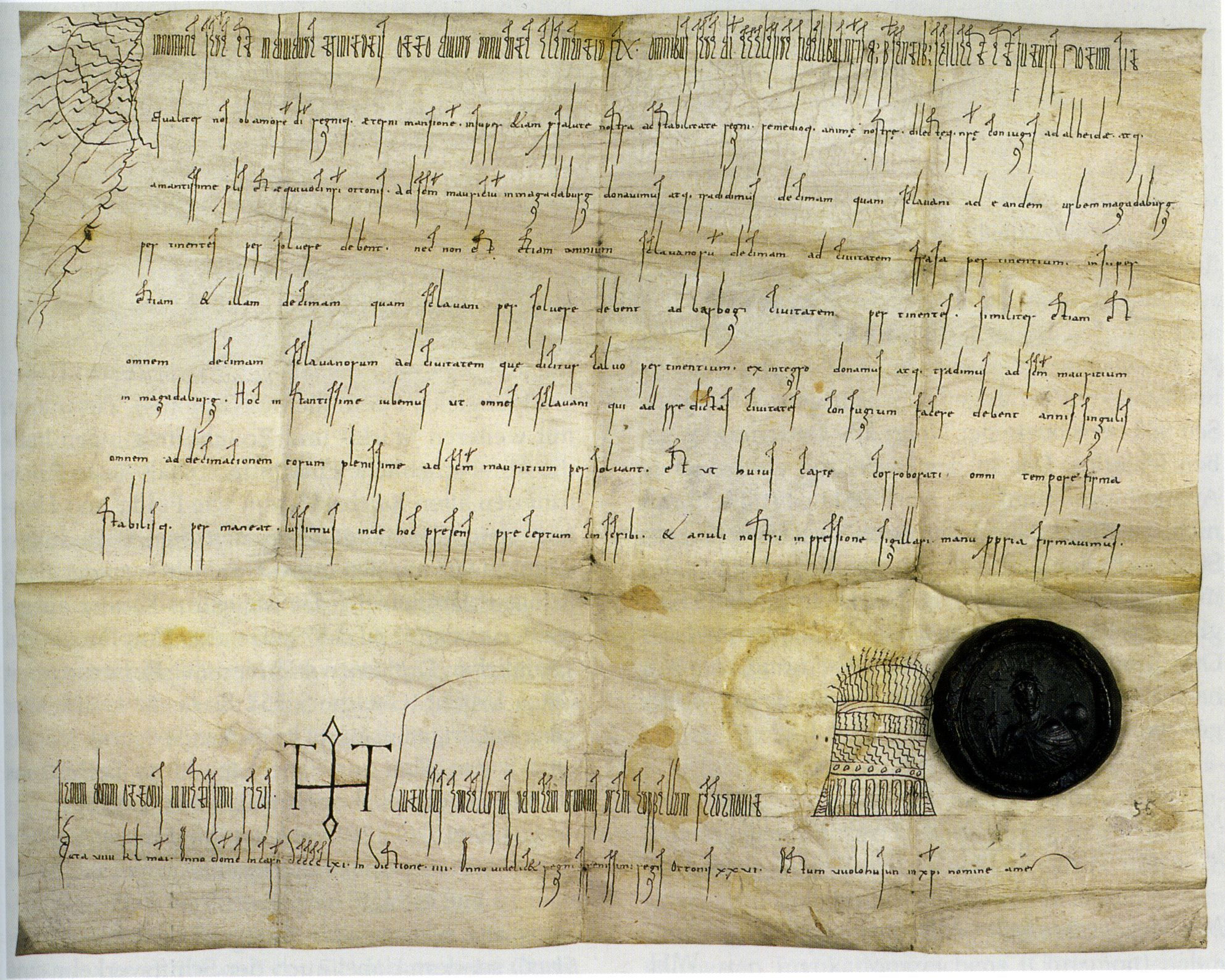
Urkunde Ottos des Großen für das Mauritiuskloster in Magdeburg, ausgestellt am 23. April 961.

Das St.-Mauritius-Kloster, auch Moritzkloster, war ein Benediktinerkloster in Magdeburg. Es bestand von 937 bis spätestens 963 als Kloster. Als Gebäude existierte es bis ca. 1207, etwa dort, wo sich heute Magdeburger Dom und Domplatz befinden.
Es wurde am 21. September 937, am Vorabend des Gedenktages des Patroziniumsheiligen Mauritius, vom damals 25-jährigen König Otto I. gegründet. Die Stiftungsurkunde wird heute im Landesarchiv Sachsen-Anhalt aufbewahrt. Das von Otto auch zur zukünftigen Familiengrablage bestimmte Kloster wurde von Anfang an reich beschenkt und mit vielen Privilegien ausgestattet. Ende Januar 946 fand Ottos erste Gemahlin Editha, eine Prinzessin aus dem Königreich Wessex und Enkelin Alfreds des Großen, in der Klosterbasilika ihre letzte Ruhestätte. Der im späteren Dom befindliche Sarkophag wurde erst um 1510 durch den Erzbischof Ernst von Sachsen errichtet. 2008 fanden Archäologen darin einen Bleisarg mit sterblichen Überresten, die sich nach umfangreicher Untersuchung als die von Edgitha erwiesen.
Seit dem Sieg über die Ungarn 955 verfolgte Otto I. das Ziel, in Magdeburg ein Erzbistum zu errichten. Am 23. April 961 übertrug Otto dem Mauritiuskloster den Zehnt, den die zu Magdeburg, Frohse, Barby und Calbe ansässigen Slawen zu entrichten hätten.
Die ersten Brüder, die die Stiftung mit geistlichem Leben erfüllten, waren Benediktiner aus der Reichsabtei St. Maximin in Trier. Spätestens 963 verließen die Mönche das Kloster und siedelten sich ca. zwei Kilometer südwärts neu an im Kloster Berge, da in unmittelbarer Nachbarschaft des alten Klosters der Bau des ersten Magdeburger Domes begonnen hatte und die Klosteranlage als provisorische Zentrale des bald darauf gegründeten Magdeburger Erzbistums benötigt wurde. Mit hoher Wahrscheinlichkeit haben umfangreiche Teile der ottonischen Gründung vom September 937 noch bis zum großen Stadtbrand vom 20. April 1207 weiterbestanden und sind erst durch Erzbischof Albrecht I. von Käfernburg (im Amt 1205 bis 1232) zur Baufreiheit für den gotischen Domneubau beseitigt worden. Der Südflügel des heutigen Domkreuzganges stammt aus der Zeit um 1160 und ist somit noch ein Relikt des alten Klosters und auch des ottonischen Domes.
Als letzter baulicher Rest des ursprünglichen Klosters können die von Alfred Koch (Architekt in Halle) im Jahre 1926 südöstlich von und unmittelbar neben dem Hochchor (Chorumgang) ergrabenen Mauerwerksstrukturen der wohl zur alten Klosterkirche gehörenden Krypta angesehen werden. Der Vorraum der Krypta ist vom Kreuzgang aus über eine Treppe erreichbar. In der Ausgrabung selbst befindet sich ein antiker Fliesenbelag, der wohl zu den Spolien gehört, die Otto im 10. Jahrhundert aus Norditalien nach Magdeburg bringen ließ. Der Magdeburger Dom, so wie wir ihn heute kennen, steht somit genau an der Stelle der ottonischen Gründung von 937, der Dom des 10. bis frühen 13. Jahrhunderts befand sich einige Dutzend Meter nördlich, zumindest teilweise das Areal des Domplatzes einnehmend. Auch der heutige, als Bischofs- und Gemeindekirche genutzte Magdeburger Dom ist noch immer dem Heiligen Mauritius geweiht. Die Reliquien des Heiligen Mauritius (Schädelknochen etc.) wurden im 13. Jahrhundert vom Mauritiuskloster in den Dom überführt. Otto I. hatte sie nach seiner Heirat mit der burgundischen Königstochter Adelheid im Jahre 951 von König Konrad III. von Burgund zu Weihnachten 960 erhalten. Innerhalb des neuen Doms befinden sich mehr als zwei Dutzend Darstellungen und Abbildungen des Heiligen. Die berühmteste ist die Sandsteinskulptur aus der Mitte des 13. Jahrhunderts im Hohen Chor. Sie zeigt erstmals in der nordalpinen Kunst einen realistisch aussehenden Afrikaner. Zur Seite gestellt wurde dem Namensheiligen im frühen 13. Jahrhundert die Hl. Katharina von Alexandrien. Vom „Ausweichkloster“ der Benediktiner – es befand sich etwa im Bereich des im 19. Jahrhundert nach Schinkel-Plänen von Friedrich Wilhelm Wolff errichteten Gesellschaftshauses am Klosterbergegarten (zur DDR-Zeit bekannt als Pionierpark) – existieren heute keine sichtbaren baulichen Reste mehr.